# Цісяїн-Східний
Цісяїн-Східний (кит. 旗下营东站, пін. Qíxiàyíngdōng Zhàn) — залізнична станція в КНР, розміщена на Цзінін-Баотоуській залізниці між станціями Чжоцзи-Східне і Таобуці.
Розташована в повіті Чжоцзи (міський округ Уланчаб, автономний район Внутрішня Монголія).